# Артемида, Александр Сергеевич
Алекса́ндр Серге́евич Артеми́да (14 марта 1975, Владивосток) — российский гребец-каноист, выступал за сборную России в конце 1990-х — начале 2000-х годов. Чемпион мира, серебряный и бронзовый призёр чемпионатов Европы, победитель национальных первенств и многих международных регат. На соревнованиях представлял Приморский край и спортивный клуб Министерства обороны РФ, заслуженный мастер спорта.

## Биография
Александр Артемида родился 14 марта 1975 года во Владивостоке. Активно заниматься греблей начал в возрасте десяти лет, проходил подготовку в Приморской краевой школе высшего спортивного мастерства, сначала тренировался у В. Бульбатенко, позже был учеником заслуженного тренера Н. Уткина. Выступал за вооружённые силы, в частности, за спортивный клуб Министерства обороны Российской Федерации.
Первого серьёзного успеха добился в 1996 году, когда завоевал золотую медаль взрослого всероссийского первенства, в каноэ-двойках на дистанции 200 метров. Два года спустя повторил это достижение, кроме того, был лучшим в гонке четвёрок на 500 метров. В 1999 году подтвердил звание чемпиона в парном разряде на двухстах метрах и благодаря череде удачных выступлений удостоился права защищать честь страны на чемпионате мира в Милане — в той же дисциплине вместе с напарником Константином Фомичёвым обогнал всех соперников и взял золото. За это выдающееся достижение по итогам сезона удостоен почётного звания «Заслуженный мастер спорта России».
На чемпионате России 2000 года Артемида в четвёртый раз выиграл программу С-2 200 м, позже побывал на чемпионате Европы в польской Познани, откуда привёз награду бронзового достоинства, полученную в той же дисциплине. В следующем сезоне сделал акцент на соревнования четвёрок, в зачёте всероссийского первенства занял первое место в заездах на двести и тысячу метров. В 2002 году победил в четвёрках на пятьсот метров, затем в этой дисциплине добился серебряной медали на чемпионате Европы в венгерском Сегеде и на чемпионате мира в испанской Севилье. Вскоре после этих заездов вышел из состава национальной сборной и принял решение завершить карьеру профессионального спортсмена.
После завершения карьеры в гребле на каноэ пробовал себя в гребле на лодках класса «дракон», добился и в этом виде спорта немалых успехов, например, в 2002 году в составе команды «Штурм» выиграл золото клубного чемпионата мира. Имеет два высших образования, окончил Уссурийский государственный педагогический университет и юридический институт Дальневосточного федерального университета. В настоящее время возглавляет Владивостокскую городскую федерацию гребли на байдарках и каноэ. Есть жена Светлана.